# Cañizares (Guadalajara)
Cañizares fue una localidad española, hoy día deshabitada, ubicada en el término municipal de Corduente, perteneciente a la provincia de Guadalajara, en la comunidad autónoma de Castilla-La Mancha.

## Geografía
Estaba ubicada sobre un cerro en la margen izquierda del río Gallo.

## Historia
Hacia mediados del siglo XIX, la aldea, por entonces con ayuntamiento propio, tenía contabilizada una población de 25 habitantes. Aparece descrita en el quinto volumen del Diccionario geográfico-estadístico-histórico de España y sus posesiones de Ultramar de Pascual Madoz de la siguiente manera:

CAÑIZARES: ald. con ayunt. en la prov. de Guadalajara (21 leg.), part. jud. de Molina (1), aud. terr. de Madrid (30), c. g. de Castilla la Nueva, dióc de Sigüenza (11). sit. en la falda de un elevado cerro á la márg. izq. del r. Gallo, con buena ventilacion, su clima es sano : tiene 9 casas y una igl. parr. (Sta. Catalina), sufragánea de la de Corduente. Confina el térm. N. Rillo ; E. y S. Castellote y cas. de la Serna, y O. Corduente: el terreno es llano y de buena calidad: comprende 150 fan. de primera clase, 120 de segunda, 90 de tercera y otras 90 de regadio, que reciben este beneficio de las aguas del Gallo, tomadas por una hermosa acequia. caminos: los locales de herradura, y el carretero que dirije á Molina, todos en buen estado. correo: se recibe en la estafeta de Molina por medio de cualquier vecino que pasa á dicho punto. prod.: trigo puro, comun, cebada, avena, guisantes, guijas, yeros, patatas y algunas verduras: cria ganado lanar, vacuno, yeguar y mular. ind.: un molino harinero de 2 piedras y un hermoso lavadero de lanas con las correspondientes oficinas, y espacioso campo cerrado para tendedero : el edificio es de sólida y buena construccion, de mamposteria; pertenece asi como el molino al cabildo ecl. de Molina; se lavan anualmente de 10 á  12,000 a. de lana, y proporciona la subsistencia en la temporada de trabajo á unos 30 jornaleros. pobl. 10 vec., 25 alm. cap. prod.: 252,750 rs. imp.: 15,272. contr.: 1,100 rs. presupuesto municipal asciende á 600 rs., se cubre con el arbitrio de la taberna y reparto vecinal.
(Madoz, 1846, p. 499)

Hacia 1997 se conservarían solo restos de la iglesia.